# La Liga 1951-1952
Statisticile pentru sezonul La Liga 1951–52.
La acest sezon au participat următoarele cluburi:
| - Atlético Bilbao - Atlético Madrid - Atlético Tetuán - CF Barcelona - Deportivo de La Coruña - RCD Español - Celta de Vigo - Real Gijón |  | - Real Madrid - Real Santander - Real Sociedad - Sevilla CF - UD Las Palmas - Valencia CF - Valladolid - Zaragoza |

## Clasament
| Poziție | Club                   | Meciuri jucate | V  | E  | Î  | GÎ | GP | Puncte | A   | Comentarii                       |
| ------- | ---------------------- | -------------- | -- | -- | -- | -- | -- | ------ | --- | -------------------------------- |
| 1       | FC Barcelona           | 30             | 19 | 5  | 6  | 92 | 43 | 43     | +49 | Champion of La Liga              |
| 2       | Atlético Bilbao        | 30             | 17 | 6  | 7  | 78 | 46 | 40     | +32 |                                  |
| 3       | Real Madrid            | 30             | 16 | 6  | 8  | 79 | 50 | 38     | +29 |                                  |
| 4       | Atlético Madrid        | 30             | 16 | 5  | 9  | 80 | 57 | 37     | +23 |                                  |
| 5       | Valencia CF            | 30             | 15 | 5  | 10 | 68 | 51 | 35     | +17 |                                  |
| 6       | Sevilla CF             | 30             | 14 | 4  | 12 | 69 | 57 | 32     | +12 |                                  |
| 7       | RCD Español            | 30             | 14 | 4  | 12 | 69 | 62 | 32     | +7  |                                  |
| 8       | Valladolid             | 30             | 9  | 11 | 10 | 47 | 43 | 29     | +4  |                                  |
| 9       | Celta de Vigo          | 30             | 12 | 3  | 15 | 64 | 66 | 27     | -2  |                                  |
| 10      | Real Sociedad          | 30             | 11 | 4  | 15 | 60 | 59 | 26     | +1  |                                  |
| 11      | Deportivo de La Coruña | 30             | 10 | 5  | 15 | 46 | 70 | 25     | -24 |                                  |
| 12      | Zaragoza               | 30             | 10 | 5  | 15 | 54 | 73 | 25     | -19 |                                  |
| 14      | Real Santander         | 30             | 9  | 7  | 14 | 45 | 65 | 25     | -20 |                                  |
| 15      | UD Las Palmas          | 30             | 9  | 4  | 17 | 36 | 85 | 22     | -49 | Retrogradată în Segunda División |
| 16      | Atlético Tetuán        | 30             | 7  | 5  | 18 | 51 | 85 | 19     | -34 | Retrogradată în Segunda División |

## Trofeul Pichichi
| Maracator               | Goluri | Club          |
| ----------------------- | ------ | ------------- |
| Pahiño                  | 28     | Real Madrid   |
| Ladislao Kubala         | 27     | CF Barcelona  |
| Manuel Hermida Losada   | 22     | Celta de Vigo |
| César Rodríguez Álvarez | 21     | CF Barcelona  |

| Campioni               |
| ---------------------- |
| FC Barcelona 5th Title |